# Francesco Paoloni
Francesco Paoloni (Perugia, 13 luglio 1875 – Roma, 27 marzo 1956) è stato un giornalista e politico italiano.

## Biografia
Figlio di un volontario garibaldino di solida fede repubblicana, frequenta le scuole tecniche ma non completa gli studi perché all'età di diciassette anni decide di trasferirsi a Roma per dedicarsi alla militanza sovversiva. Con una formazione culturale a "mezzadria" tra Marx e Mazzini frequenta i circoli politici della capitale indeciso tra l'adesione al partito socialista o al partito repubblicano. La decisione la prende nel 1893 con l'adesione al Partito socialista dei lavoratori italiani, di cui diventa uno dei militanti più attivi a capo della sezione giovanile di cui promuove la costituzione.
È in questo periodo che ha il suo primo contatto con il giornalismo. Entrato nel consiglio generale della Camera del lavoro di Roma inizia a collaborare con L'Asino, un periodico fondato da Guido Podrecca, in cui da fondo ai suoi sentimenti anticlericali con una serie di articoli firmati con lo pseudonimo 'Columella'.
Nel 1898 viene arrestato in una manifestazione contro lo Statuto albertino nel cinquantenario della promulgazione. Rilasciato senza subire una condanna, ma con un'ammonizione di polizia, preferisce allontanarsi da Roma; viene nominato capo della federazione socialista di Terni, dove assume la direzione del periodico La Turbina facendosi conoscere in tutta la regione per la prosa incisiva dei suoi scritti. La sua rubrica satirica gli vale anzi parecchie denunce per diffamazione a mezzo stampa, utili soltanto a spronare ancora di più la sua vena anticonformista e rivoluzionaria. Dall'Umbria si dedica all'organizzazione delle prime leghe contadine e dei primi grandi scioperi di braccianti e mezzadri a Gubbio, Orvieto, Terni e Rieti. Per sostenere la causa agricola fonda un periodico quindicinale, Il Seme, dalle cui colonne denuncia un sostanziale disinteresse del partito socialista per le campagne umbre e la forzata emigrazione dei suoi contadini verso il nord Italia e le americhe. Intanto la sua fama di giornalista si diffonde al punto da valergli la nomina a direttore del settimanale Verona del Popolo, organo dei socialisti di Verona, e la segreteria della Camera del lavoro di Novi Ligure con la direzione del suo periodico ufficiale, Il Lavoro.
Da un punto di vista prettamente politico col passare del tempo si avvicina alla componente integralista del partito, guidata da Oddino Morgari e risolutamente chiusa alla partecipazione del partito al governo prima che tutte le istituzioni dello Stato siano elettive e revocabili. Espressa al congresso di Roma del 1906 tale posizione finisce con l'essere sconfitta a quello di Modena del 1911, dove prevale l'idea collaborazionista di Filippo Turati e Claudio Treves.
Dopo la sconfitta interna esce dal partito e prosegue in proprio l'attività politica con la pubblicazione di opuscoli e la costituzione della società La Propaganda editoriale socialista, unione dei periodici Il Seme e Sempre Avanti per «l'emancipazione del lavoro dallo sfruttamento capitalistico e da ogni servitù di classe». Assume una posizione favorevole alla campagna di Libia a condizione che l'espansione coloniale vada a favore dei lavoratori e ne renda superflua l'emigrazione all'estero. Secondo Paoloni doveva essere la borghesia a pagare le spese dell'impresa coloniale attraverso la creazione di industrie e infrastrutture agricole. L'orientamento filo-bellico di Paoloni è comune a quello di molti altri socialisti, tra i quali c'è Benito Mussolini, che da posizioni filo-marxiste si spostano gradualmente verso una posizione nazionalista che pensa di conciliare la lotta di classe con le esigenze patriottiche. Allo scoppio della prima guerra mondiale sostiene la causa dell'interventismo contro gli imperi centrali e inizia una campagna contro il neutralismo socialista. Inizia in questo periodo uno stretto rapporto epistolare con Mussolini che, espulso nel frattempo dal PSI, ha fondato a Milano Il Popolo d'Italia e che pubblica, nella collana editoriale del giornale, due suoi opuscoli, Il giolittismo, partito tedesco in Italia e I sudekumizzati del socialismo.
Nel novembre 1916 il futuro Duce lo nomina capo della redazione romana del giornale fascista e lo convince in seguito a trasferirsi a Trieste per dirigere L'Era Nuova.
Aderisce ufficialmente al fascismo nel 1919, sostenendone la causa senza prendere parte alla fondazione dei Fasci di combattimento e alla marcia su Roma. Nel 1926 scrive per l'Alpenzeitung, giornale fascista in lingua tedesca della Provincia di Bolzano. Tornato a Roma continua la propria attività di giornalista senza particolari incarichi fino al 1928, quando assume la direzione de Il Mattino di Napoli. L'anno dopo viene nominato per la prima volta deputato; alla Camera del regno e dei fasci e delle corporazioni rimane fino al 1943 occupandosi prevalentemente di autarchia e di corporativismo. Cinque mesi prima della caduta del regime viene nominato senatore a vita, carica da cui decade con sentenza dell'Alta Corte di Giustizia per le Sanzioni contro il Fascismo del 16 novembre 1944.
Ritiratosi a vita privata si mantiene con la sua pensione di giornalista fino alla scomparsa.